# Patellapis perpansa
Patellapis perpansa är en biart som först beskrevs av Cockerell 1933.  Patellapis perpansa ingår i släktet Patellapis och familjen vägbin. Inga underarter finns listade i Catalogue of Life.